# Emil Rathenau

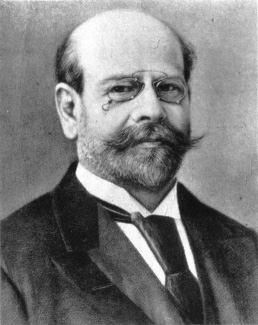
Emil Rathenau

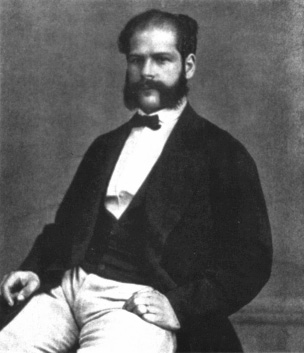
Emil Rathenau um 1880

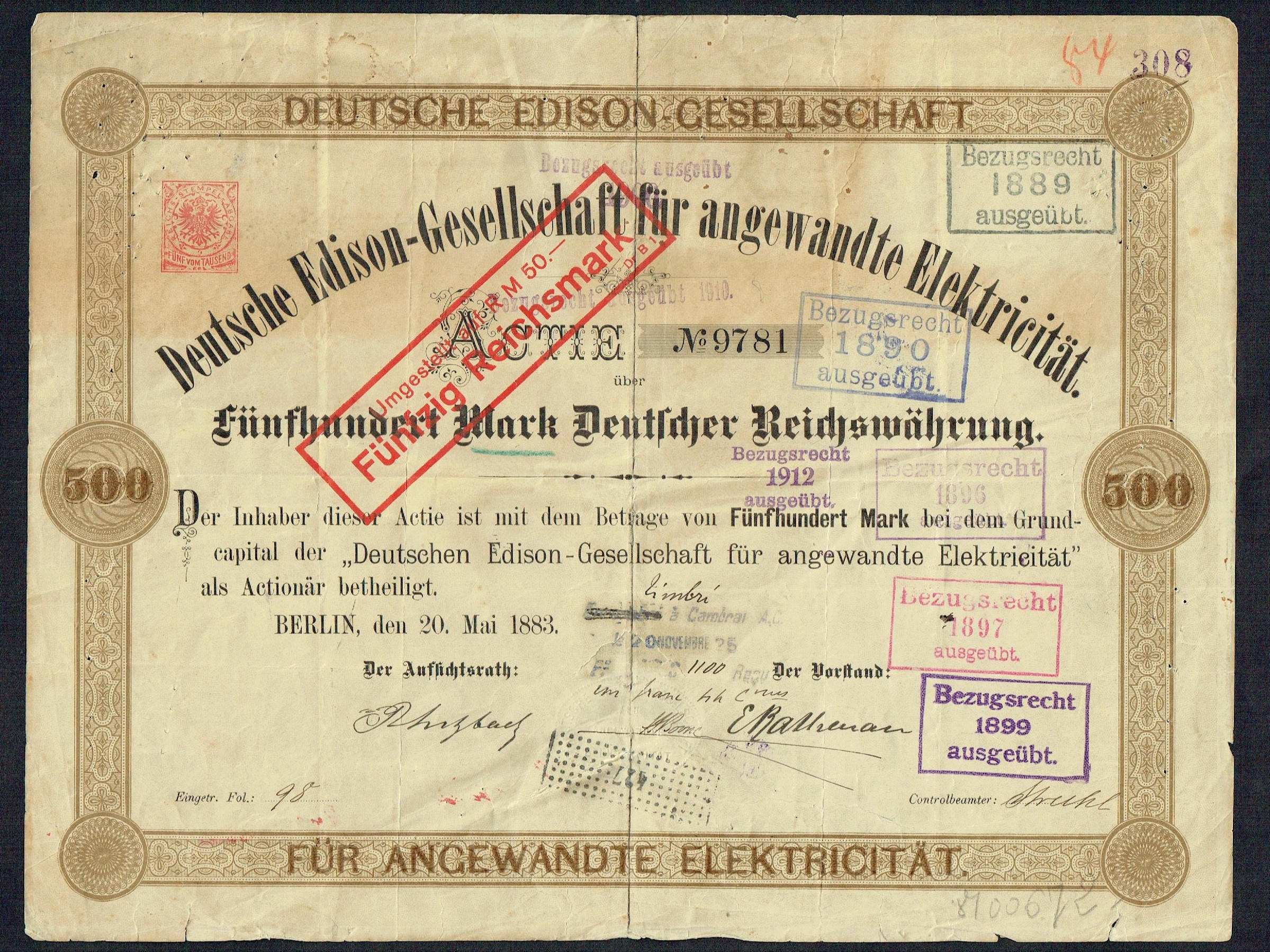
Aktie der Deutsche Edison-Gesellschaft für angewandte Elektricität vom 20. Mai 1883, signiert von Vorstand Emil Rathenau

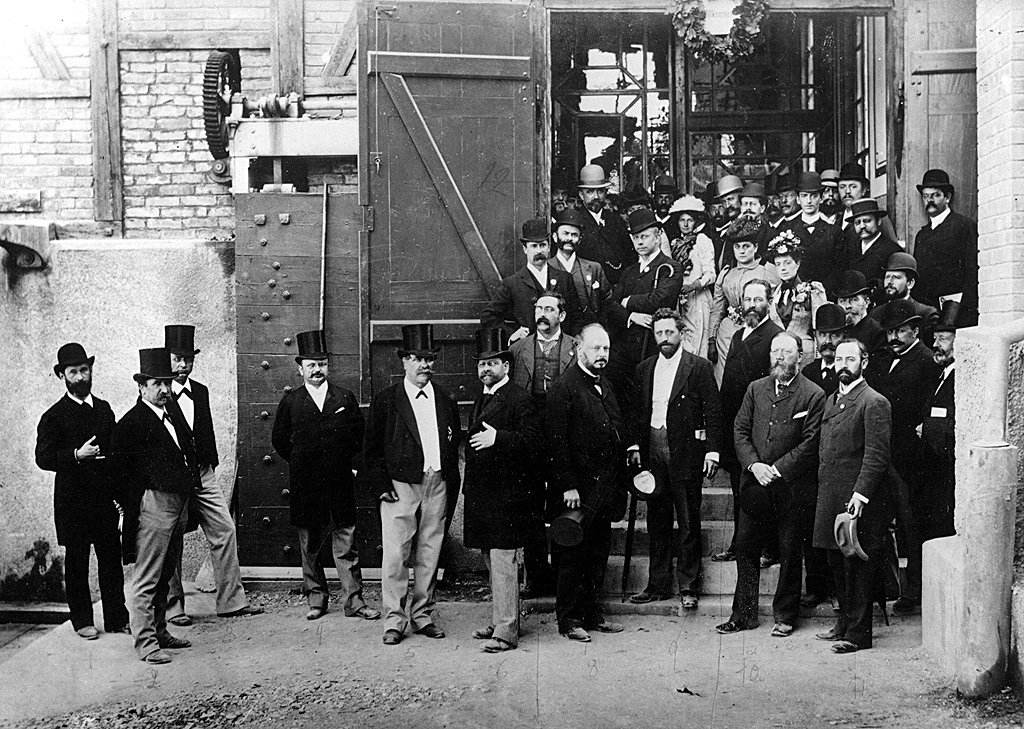
Emil Rathenau (1. Reihe, 6. von links) besucht am 12. September 1891 mit weiteren Prominenten das erste Drehstromkraftwerk in Lauffen am Neckar, das für die Internationale Elektrotechnische Ausstellung installiert wurde

Emil und Mathilde Rathenau (1881)

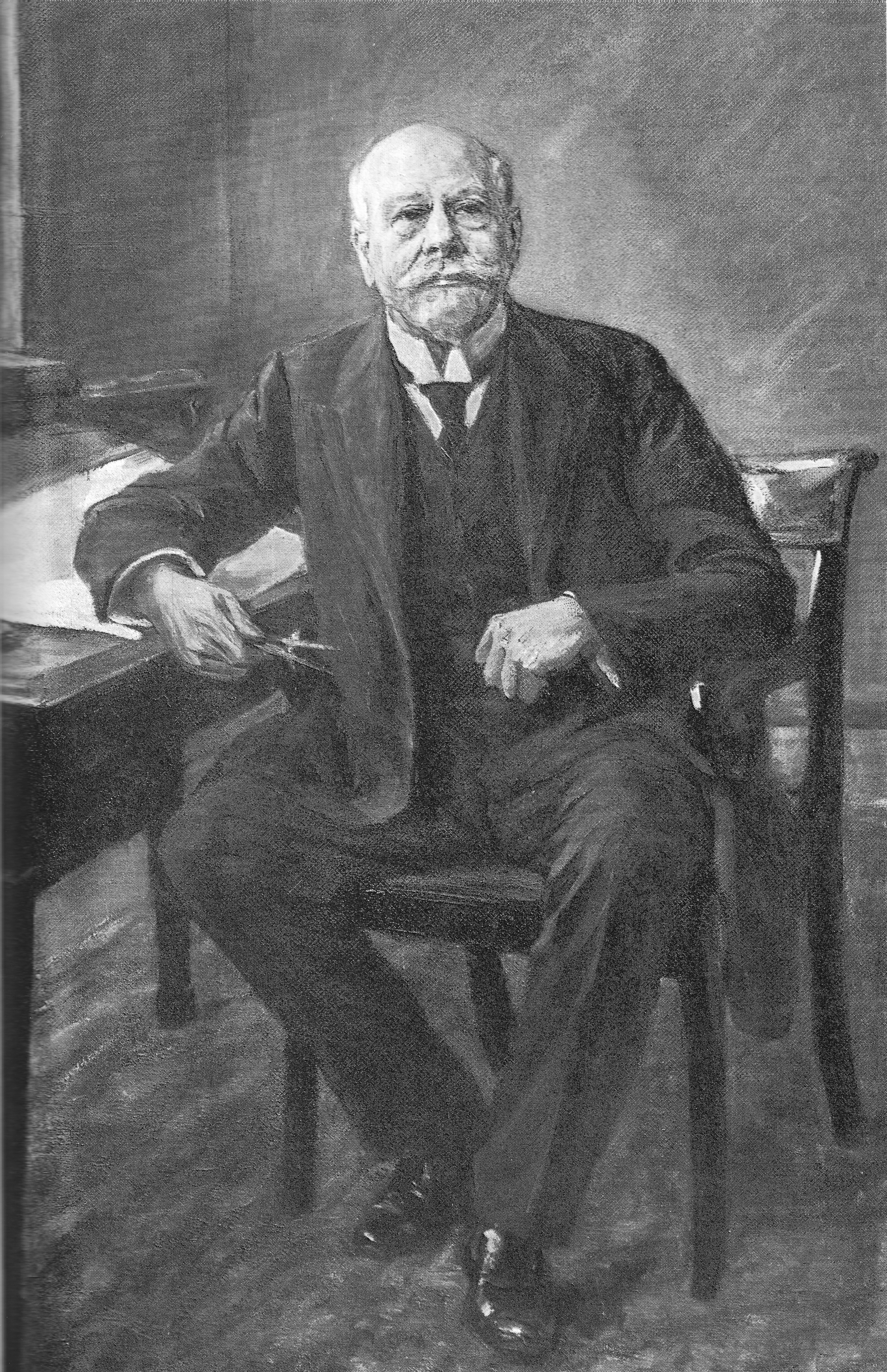
Emil Rathenau, porträtiert von seinem Cousin Max Liebermann

Emil Moritz Rathenau (* 11. Dezember 1838 in Berlin; † 20. Juni 1915 ebenda) war ein deutscher Maschinenbauingenieur und Unternehmer und der Gründer der AEG.

## Leben
Der Sohn des wohlhabenden jüdischen Kaufmanns Moritz Rathenau (1800–1871) und dessen Ehefrau Therese (1815–1895), Tochter von Josef Liebermann, trat nach dem Besuch des Gymnasiums als Volontär in die seinem Onkel Benjamin Liebermann gehörende „Wilhelmshütte“ in Eulau bei Sprottau (Niederschlesien) ein. Nach vierjähriger praktischer Ausbildung in der Maschinenbaufabrik seines Onkels in Schlesien studierte er Maschinenbau am Polytechnikum in Hannover und an der ETH Zürich, fand kurzzeitig bei der Lokomotivfabrik August Borsig in Berlin eine Anstellung und ging dann zwei Jahre nach England, wo er in verschiedenen Werkstätten und Unternehmen seine Kenntnisse vertiefte.
1865 nach Berlin zurückgekehrt, erwarb er gemeinsam mit seinem ehemaligen Schulfreund Julius Valentin eine kleine Maschinenfabrik. Ein Teil des Startkapitals stammte aus der Mitgift von Mathilde Nachmann (1845–1926), Tochter eines wohlhabenden Frankfurter Bankiers, die Rathenau 1866 heiratete. Es gelang ihm bald, die Produktion von transportablen „Einheitsdampfmaschinen“ gewinnbringend durchzusetzen und den Betrieb kontinuierlich zu vergrößern. Als in den Gründerjahren 1871/72 die Banken den Miteigentümer dazu überreden konnten, das Unternehmen in eine Aktiengesellschaft umzuwandeln, widersetzte sich Rathenau solchen Plänen. Als 1873 der Betrieb infolge der Gründerkrise in Liquidation geriet, schied Rathenau aus. Die Versuche, in Berlin ein Fernsprechnetz zu installieren und zusammen mit Werner von Siemens  eine elektrische Straßenbeleuchtung in Berlin aufzubauen, scheiterten.
Es folgte eine fast zehnjährige Zeit des Suchens. Rathenau besuchte die Weltausstellung 1873 in Wien, 1876 in Philadelphia und 1878 in Paris. Vor allem auf der Reise nach Amerika beeindruckten ihn die Fülle technischer Neuerungen und die rationellen Arbeitsmethoden. Von 1880 bis 1891 betätigte er sich als Beauftragter der Reichspost für den Aufbau eines Telefonsprechnetzes in Berlin.
Als Rathenau 1881 auf der Internationalen Elektrizitätsausstellung in Paris Edisons Erfindung der elektrischen Glühlampe sah, erkannte er die Zukunftschancen der Elektrizität als Energielieferant für Beleuchtungskörper und Maschinen. Seine Versuche, Werner von Siemens für den Plan einer elektrischen Straßenbeleuchtung zu gewinnen, stießen jedoch auf kein Interesse. Nach langwierigen Verhandlungen erwarb Rathenau 1882 die Rechte zur wirtschaftlichen Nutzung der Patente von Edison in Deutschland. Aufgrund der Vorsicht der finanzierenden Banken kam es zunächst nur zur Errichtung einer Studiengesellschaft, ehe 1883 die Deutsche Edison-Gesellschaft für angewandte Elektrizität als Aktiengesellschaft unter Leitung Rathenaus gegründet wurde. Dies geschah nicht ohne vorherige Verständigung mit Werner von Siemens; ein Vertrag sah eine Interessenabgrenzung und begrenzte Zusammenarbeit vor. Die erste öffentliche Einrichtung, die in Deutschland durch Edisons Beleuchtungssystem in elektrischem Glanz erstrahlte, war aller Wahrscheinlichkeit nach das von Emil Rathenau mit nach Edisons Vorgaben hergestellten Glühbirnen ausgestattete Café Bauer in Berlin im Jahr 1884.
1887 gelang es Rathenau, sich von der amerikanischen Edison-Gesellschaft zu lösen und das Kapital auf 12 Millionen Mark aufzustocken. Die Deutsche Bank und Siemens stiegen als Kapitaleigner in das nun als Allgemeine Elektricitäts-Gesellschaft (AEG) firmierende Unternehmen ein. Rathenaus expansive Unternehmenspolitik leitete den Aufstieg der AEG ein, so dass diese bereits Ende des 19. Jahrhunderts Siemens als führenden Elektrokonzern nahezu überflügelte. Aus der kleinen Studiengesellschaft war Anfang der 1890er Jahre ein international operierender Konzern mit rund 3000 Arbeitern und Angestellten geworden.
Mehr und mehr wurde das Verhältnis Rathenaus und der AEG gegenüber Siemens von Konfrontation und Konkurrenz anstelle von Kooperation bestimmt. Schon 1888 hatten Verhandlungen über eine Auflösung des Zusammenarbeitsvertrags begonnen. Anfang der 1890er Jahre weitete sich der Konflikt zu einem Preiskampf in allen Bereichen aus, ehe 1894 eine gütliche Entflechtung der Vertragsbeziehungen erreicht wurde. Eine Mischung aus Kooperation und Konkurrenz blieb in der Folgezeit bestimmend – etwa im Bereich der drahtlosen Nachrichtenübermittlung, nachdem auf Veranlassung von Kaiser Wilhelm II. die Telefunken-Gesellschaft als Gemeinschaftsunternehmen gegründet worden war.
Hinter den Auseinandersetzungen stand nicht zuletzt das Aufeinanderprallen zweier gegensätzlicher Unternehmertypen und der von ihnen geprägten Unternehmenskulturen. Werner von Siemens war der auf der Basis eines Familienunternehmens agierende Erfinder-Unternehmer, der sich nur vorsichtig und mit eigenem technischen Know-how auf neue Märkte begab. Rathenau dagegen wird oft als der erste „Manager-Unternehmer“ bezeichnet, der von Anfang an spezialisiert und auf der Basis zugekaufter Patente mit aggressiven Absatzstrategien risikobereit in zukunftsträchtige Märkte einstieg. Mit dieser auf flexible Anpassung an die Marktkräfte orientierten Unternehmensplanung sowie mit einem an Internationalisierung, Öffnung der Märkte und Marketing ausgerichteten unternehmerischen Verständnis repräsentierte Rathenau einen neuen und „modernen“ Typ von Unternehmer. Selbst als die Elektroindustrie um die Jahrhundertwende in eine Krise geriet, gelang es ihm, die AEG durch eine gezielte Fusions-, Kooperations- und Beteiligungspolitik unter anderem mit der in den USA führenden General Electric Co. gestärkt aus der Krise herauszuführen und zu einem Horizontaltrust mit 1913/14 fast 70.000 Beschäftigten auszubauen.
1907 wurde er mit der Grashof-Denkmünze des Vereins Deutscher Ingenieure ausgezeichnet.
Seit 1912 zog sich Rathenau wegen einer Erkrankung teilweise aus dem aktiven Geschäft zurück und ließ sich durch seinen Sohn Walther vertreten, der zusammen mit seinem 1903 verstorbenen Bruder Erich um die Jahrhundertwende in die AEG-Direktion eingetreten war. Nach dem Tod Rathenaus 1915 übernahm Walther das Präsidium der AEG.
Rathenau starb im Alter von 76 Jahren an den Folgen (u. a. Beinamputation) seines Diabetes mellitus. Das Erbbegräbnis der deutsch-jüdischen Familie Emil Rathenau befindet sich auf dem Waldfriedhof Oberschöneweide im Berliner Bezirk Treptow-Köpenick.

### Titel
- Dr.-Ing. E. h.
- Dr. phil. h. c.
- Dr. techn. h. c.
- Geheimer Baurat

### Mitgliedschaften
- Freimaurerloge Zur aufgehenden Morgenröthe Frankfurt am Main (seit 1865)
- Gesellschaft der Freunde (seit 1891)
- Verein Deutscher Ingenieure (VDI) und Berliner Bezirksverein des VDI[5]

## Nachkommen
Aus der Ehe mit Mathilde Nachmann gingen drei Kinder hervor:
- Walther Rathenau (1867–1922)
- Erich Rathenau (1871–1903)
- Edith Rathenau (1883–1952) ⚭ Fritz Andreae